# Eldjarn Kambhøttur
Eldjarn Kambhøttur era un vikingo de las Islas Feroe en el siglo X que aparece como personaje histórico en la saga Færeyinga. Eldjam era un partidario del poderoso godi Havgrímur y estaba enfrentado a Einar Suðringur por la postura de dos hermanos parientes de Einar, Brestir Sigmundsson y Beinir Sigmundsson debido a una zona del archipiélago llamada Stóra Dímun, una disputa que ya duraba 65 años. El asunto se llevó al Løgting (el thing feroés) en el 970 que falló a favor de Einar, lo que desembocó en tragedia al participar Eldjam y Havgrímur en una emboscada donde fallecieron los hermanos. 
Eldjam buscó apoyo en el suegro de Havgrímur, Snæúlvur que se mantuvo neutral ya que consideraba que Einar estaba en lo cierto y por eso la justicia había fallado a su favor, reprendiendo a su yerno porque consideraba que no estaba bien lo que estaban tramando. Havgrímur por su parte buscó el favor del poderoso Tróndur í Gøtu que fue favorable al ataque a cambio de recibir dos vacas cada primavera y 300 metros de lana de oveja cada otoño como tributo, de por vida y hereditario; pero Tróndur no quiso participar directamente en la conspiración y solicitó a su tío Svínoyar-Bjarni que participase en su nombre.